# Illiesoperla barbara
Illiesoperla barbara är en bäcksländeart som beskrevs av Günther Theischinger 1984. Illiesoperla barbara ingår i släktet Illiesoperla och familjen Gripopterygidae. Inga underarter finns listade i Catalogue of Life.